# Tramlink
Tramlink (inizialmente noto come Croydon Tramlink) è il sistema tranviario in servizio nella zona sud di Londra.
First Tram Operations è la responsabile dei dipendenti e di tutte le operazioni connesse direttamente all'esercizio tramviario. London Trams, una divisione di Transport for London, è responsabile dell'infrastruttura.
Tramlink interscambia con alcune stazioni della rete ferroviaria della National Rail mentre il suo unico interscambio con il sistema della metropolitana avviene alla stazione di Wimbledon. Il Tramlink ha il fulcro sul borgo di Croydon ed è entrato in funzione nel maggio del 2000.
Tramlink utilizza alcune ex stazioni ferroviarie, riadattate, come quelle di Wimbledon - West Croydon e Elmers End - Coombe Road.

## Storia
Il progetto Tramlink nacque nel 1990 su iniziativa del municipio di Croydon che venne poi tramutata in legge governativa con il Croydon Tramlink Act 1994 che consentì l'inizio dei lavori.
Nel 1996, Tramtrack Croydon Limited (TCL) vinse l'appalto per la progettazione, costruzione e gestione del sistema tramviario per la durata di 99 anni.
L'entrata in funzione avvenne nel maggio del 2000.

## La rete attuale

### Fermate

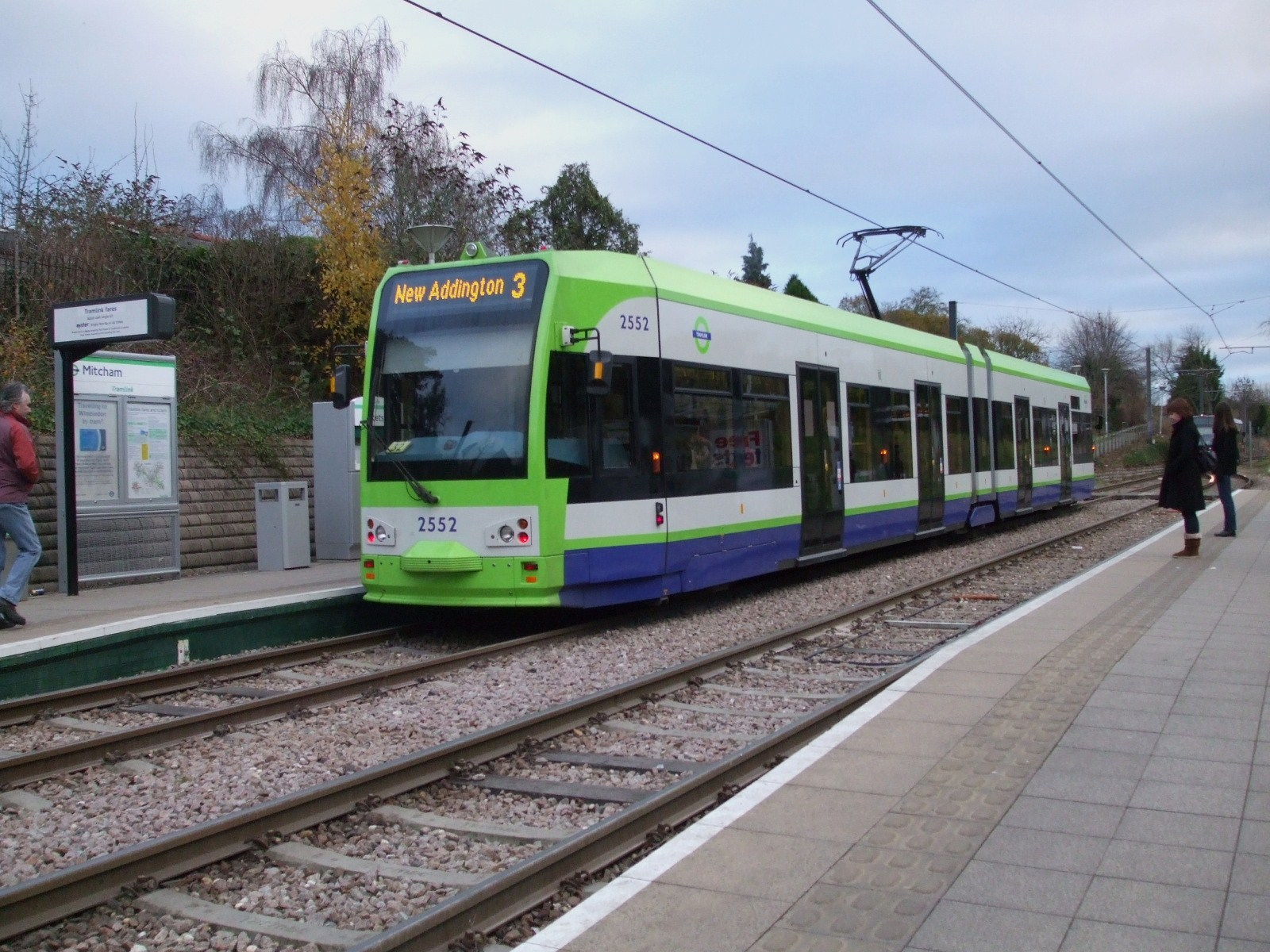
Tram 2552 alla stazione di Mitcham

Le banchine delle fermate hanno dei marciapiedi rialzati di 35 cm rispetto al livello dei binari permettendo un'accessibilità a raso.
Vi sono 39 fermate con le banchine lunghe 32,2 metri.
Trentotto fermate sono in funzione sin dalla prima apertura del servizio mentre la stazione di Tamworth Road entrò in funzione il 10 dicembre 2005.
Appositi tabelloni luminosi indicano le destinazioni ed i tempi previsti di arrivo dei due prossimi tram. Possono anche segnalare messaggi di servizio come indicazione di ritardi o altre notizie inerenti al servizio.

## Tariffe
Sono disponibili sia tariffe dedicate sia tariffe integrate. L'Oyster Card è accettata.

## Materiale rotabile
Il Tramlink usa veicoli costruiti dalla Bombardier Transportation a Vienna. I tram appartengono al modello C-4000 in uso nella città di Colonia in Germania.
I tram sono lunghi 30,1 metri e larghi 2,65 con 70 posti a sedere ed una capacità totale di 200 passeggeri. Sono azionati da un motore elettrico alimentato a 750 V in CC, ed hanno velocità massima di 80 km/h.
Nel 2010 la Croydon's Tram ha ordinato altri dieci tram, tipo Variobahn, che sono entrati in servizio nel 2011 e tuttora operano tra Therapia Lane e Croydon.

## Sviluppi futuri
Secondo il The Mayor's Transport Strategy for London, l'ampliamento della rete dei tram può essere eseguito con costi relativamente bassi laddove esista una potenziale domanda di trasporto.

## Incidente del 2016

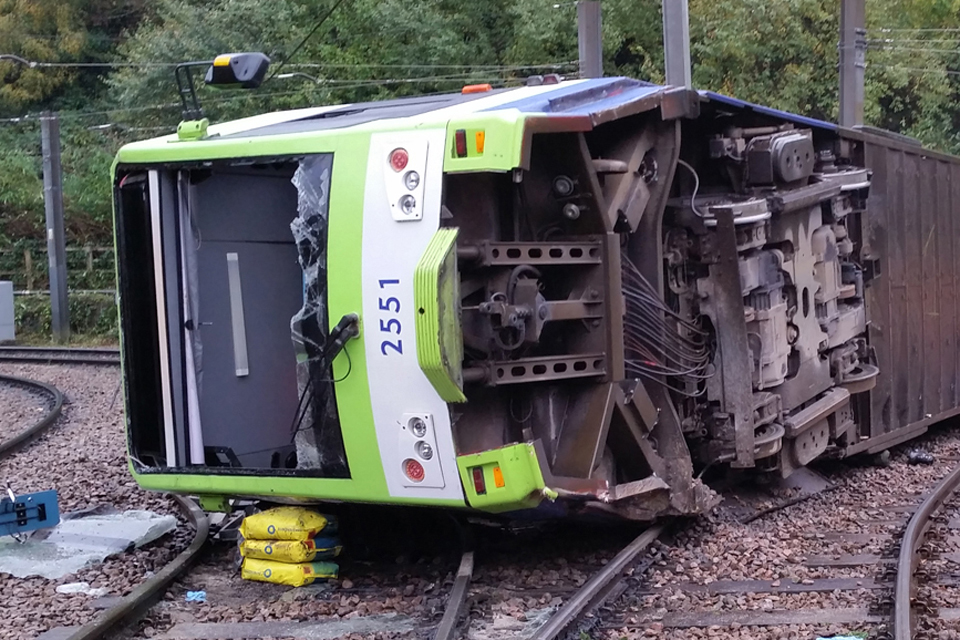
Tram deragliato, novembre 2016

Il 9 novembre 2016, un tram è deragliato in una curva per l'eccessiva velocità, ribaltandosi a Sandilands, a est del centro di Croydon, provocando 7 morti e 58 feriti. Theresa May, prima ministra britannica, lo ha descritto come "un terribile incidente". L'ultimo incidente di un tram con vittime tra i passeggeri risaliva al 1959, mentre per trovare un incidente più grave bisogna risalire a quello avvenuto a Dover nel 19 agosto 1917 (11 morti e 60 feriti), mentre l'ultimo incidente mortale su binario nel Regno Unito avvenne il 28 febbraio 2001 con l'incidente ferroviario di Great Heck.